# Instytut Biologii i Nauk o Ziemi Uniwersytetu Komisji Edukacji Narodowej w Krakowie
Instytut Biologii i Nauk o Ziemi Uniwersytetu Komisji Edukacji Narodowej w Krakowie – jeden z 20 instytutów funkcjonujących na Uniwersytecie Komisji Edukacji Narodowej w Krakowie. Obecnie wchodzi w skład Wydziału Nauk Ścisłych i Przyrodniczych. Do 2023 r. stanowił dwa odrębne instytuty: Instytut Biologii i Instytut Geografii.

## Władze Instytutu
W kadencji 2024-2028:
| Stanowisko                         | Imię i nazwisko                      |
| ---------------------------------- | ------------------------------------ |
| Dyrektor                           | dr hab. Łukasz Binkowski, prof. UKEN |
| Zastępca Dyrektora ds. Ogólnych    | dr hab. Tomasz Bryndal, prof. UKEN   |
| Zastępca Dyrektora ds. Kształcenia | dr Grzegorz Rut                      |

## Historia Instytutu
Początki Instytutu sięgają roku 1946, kiedy swoją działalność rozpoczęła Państwowa  Wyższa  Szkoła Pedagogiczna. W  roku  akademickim  1946/1947,  została  utworzona  Sekcja  Przyrodniczo-Geograficzna,  którą  następnie  przekształcono  w  Wydział  Przyrodniczo-Geograficzny.  W strukturze Wydziału  wyodrębniono  Sekcję  Biologii  z  Zakładem  Biologii  i  dwoma pracowniami: Pracownią Botaniki oraz Pracownią Zoologii. Do roku 1950, Zakładem Biologii kierował dr Jerzy Kreiner. Początkowo siedziba mieściła się przy ul. Straszewskiego 22, w rodzimym budynku Uczelni. W 1953 roku Wydział Przyrodniczo-Geograficzny zmienił nazwę na Wydział Geograficzno-Biologiczny. Dotychczasowe Pracownie zostały przekształcone w Katedrę Botaniki oraz Katedrę Zoologii. Kierowanie Katedrą Botaniki powierzono dr hab. Kazimierzowi Kostrakiewiczowi, natomiast Katedrą Zoologii kierował dr hab. Adam Dziurzyński. 
W 1954 roku, w ramach Katedry Botaniki, powołano Zakład Botaniki oraz Zakład Chemii. Rok później siedziba została przeniesiona do budynku przy ul. Podbrzezie 3, gdzie funkcjonuje do dzisiaj. W 1957 roku w Katedrze Zoologii został powołany Zakład Metodyki Biologii i Zakład Zoologii, którego kierownikiem został dr hab. Adam Dziurzyński. W 1958 roku, w ramach Katedry Botaniki został utworzony Zakład Fizjologii Roślin, z kierownikiem dr hab. Jerzym Zurzyckim, a w Katedrze Zoologii powołano Zakład Fizjologii Zwierząt, z kierownikiem dr hab. Adamem Kulczyckim. W 1961 roku Zakład Chemii oddzielił się od Katedry Botaniki i został przekształcony w Katedrę Chemii. Jednocześnie na kierownika Katedry i Zakładu Zoologii został mianowany dr hab. Włodzimierz Juszczyk. W 1967 roku, z Katedry Zoologii został wydzielony Zakład Metodyki Biologii, na czele którego stanął dr hab. Wiesław Stawiński. W 1968 roku, kierownictwo w Zakładzie Fizjologii Roślin objął doc. dr hab. Jan Krupa, natomiast w 1969 roku kierownikiem Katedry i Zakładu Botaniki został dr hab. Mieczysław Rozmus.
W 1971 roku w miejsce dotychczasowych trzech Katedr został utworzony Instytut Biologii. W ramach Instytutu powołano Zakład Botaniki i Fizjologii Roślin, na czele z kierownikiem doc. dr hab. Mieczysławem Rozmusem, Zakład Zoologii i Fizjologii Zwierząt, pod kierownictwem prof. dr hab. Włodzimierza Juszczyka oraz Zakład Dydaktyki, z kierownikiem dr hab. Wiesławem Stawińskim. Katedra Chemii została wydzielona ze struktury Instytutu Biologii, pozostając na Wydziale Geograficzno-Biologicznym, jako Samodzielny Zakład Chemii. W 1977 roku, zostały utworzone dwa nowe Zakłady: Zakład Fizjologii Roślin, z kierownikiem doc. dr hab. Janem Krupą i Zakład Fizjologii Zwierząt, z kierownikiem prof. dr hab. Henrykiem Lachem. W 1988 roku, w Instytucie Biologii powstał Zakład Ekologii i Ochrony Środowiska, pod kierownictwem doc. dr hab. Zofii Ciesielskiej oraz Zakład Genetyki i Cytologii, kierowany przez prof. dr hab. Mieczysława Rozmusa. W tym samym czasie nowym kierownikiem Zakładu Botaniki został doc. dr hab. Józef Kiszka, który pełnił tę funkcję do 2007 roku.
W marcu 2012 roku, Instytut Biologii uzyskał pomieszczenia w nowo wybudowanym skrzydle głównego budynku Uniwersytetu przy ul. Podchorążych 2, do którego została przeniesiona dyrekcja oraz część Zakładów i Pracowni. W 2023 r. z połączenia Instytutu Biologii i Instytutu Geografii powstał Instytut Biologii i Nauk o Ziemi. Aktualnie w Instytucie Biologii i Nauk o Ziemi Uniwersytetu Komisji Edukacji Narodowej funkcjonuje 9 katedr.

## Dyrektorzy
- prof. dr hab. Włodzimierz Juszczyk (1971-1981)
- prof. dr hab. Jan Krupa (1981-1987)
- prof. dr hab. Władysław Zamachowski (1987-1994)
- dr Lucjan Schimscheiner (1994-2006)
- prof. dr hab. Jerzy Wołek (2006-2009)
- dr hab. Andrzej Rzepka, prof. UKEN (2009-2017)
- dr hab. Agnieszka Greń, prof. UKEN (2017-2024)
- dr hab. Łukasz Binkowski, prof. UKEN (od 2024)

## Struktura organizacyjna

### Katedra Biochemii i Biofizyki
W Katedrze Biochemii i Biofizyki realizowane są badania w zakresie biochemicznej i fizykochemicznej charakterystyki naturalnych i modelowych układów biologicznych w aspekcie działania czynników rozwojowych i stresowych oraz fitoremediacji, jako biotechnologicznej metody rekultywacji środowiska. Obserwuje się też nowe organizmy modelowe w badaniach biochemicznych.

### Katedra Botaniki
W Katedrze Botaniki dominują prace obejmujące taksonomię roślin i grzybów zlichenizowanych, różnorodność gatunkową roślin i porostów, chorologię, ekologię roślin i porostów. Prowadzi się tu również unikatowy w skali  Małopolski zielnik porostów KRAP-L.

### Katedra Ekologii i Ochrony Środowiska
Badania podstawowe Katedry Ekologii i Ochrony Środowiska dotyczą: ekologii populacji, waloryzacji środowiska bytowania dzikich zwierząt, modelowania zagadnień związanych z gospodarką łowiecką,oceny presji żerowania zwierząt łownych na ekosystemy leśne i rolnicze, a także tereny podmiejskie, oraz szeroko pojętej ekoturystyki, z uwzględnieniem tzw. turystyki łowieckiej.

### Katedra Fizjologii Roślin
W Katedrze Fizjologii Roślin realizowane są badania związane z odpowiedzią roślin na abiotyczne i biotyczne czynniki stresowe. Analizy obejmują zarówno zmiany wybranych metabolitów, a także natężenie procesów fotosyntezy, oddychania, transpiracji, przewodnictwa szparkowego oraz fluorescencji chlorofilu a. Badania dotyczą wpływu ozonu, herbicydów, oddziaływań allelopatycznych, metali ciężkich oraz zasolenia na wzrost i rozwój roślin.

### Katedra Fizjologii Zwierząt
W Katedrze Fizjologii Zwierząt i Toksykologii prowadzone są badania dotyczące m.in.: aktywności enzymatycznego systemu antyoksydacyjnego w mózgu, wątrobie i nerkach myszy, oceny aktywności acetylocholinoesterazy w mózgu i mięśniach samców myszy po domięśniowym podaniu ketaminy oraz analizy stężenia glukozy w surowicy krwi samców myszy po ich obciążeniu różnymi dawkami hydrokortyzolu.

### Katedra Genetyki
W Katedrze Genetyki pracownicy zajmują się botaniką ogólną, inżynierią genetyczną, biotechnologią, ale też chorobami genetycznymi człowieka. Prowadzone są również badania stresu oksydacyjnego u roślin reprezentujących różne typy metabolizmu węgla (C3, C4, CAM).

### Katedra Geografii Fizycznej
W Katedrze Geografii Fizycznej realizowane są badania w zakresie geomorfologii, hydrologii, paleogeografii, teledetekcji, oraz astrofizyki.

### Katedra Geologii i Paleontologii
W Katedrze Geologii i Paleontologii realizowane są badania m.in. w zakresie interpretacji cech paleośrodowisk morskich oraz zagadnień stratygraficznych jury, kredy i paleogenu, które są oparte na analizach zespołów otwornic, wapiennych dinocyst, nanoplanktonu wapiennego i mikrofacji, interpretacji genezy skał magmowych i metamorficznych w wybranych obszarach oraz pochodzenia składników mineralnych w skałach osadowych, których podstawą są analizy petrograficzne i geochemiczne, oraz przestrzennego zróżnicowania przyrodniczych i społeczno-kulturowych uwarunkowań geoturystyki.

### Katedra Zoologii
W Katedrze Zoologii badania naukowe koncentrują się głównie na zagadnieniach z herpetologii i ekotoksykologii. Obejmują one zarówno obserwacje rocznego cyklu życia płazów i związane z nim zjawiska. Dotyczą morfologii, ekologii, zagrożeń, rozmieszczenia oraz monitoringu płazów i gadów w Polsce; wpływu promieniowania UV na organizmy tych zwierząt, zwłaszcza kręgowców i bezkręgowców. Badania dotyczą również koncentracji i wpływu metali ciężkich na zwierzęta i ludzi.
Pracownicy Katedry Zoologii zajmują się również systematyką i biogeografią ryjkowców, żukowatych i rośliniarek, znaczeniem epidemiologicznym kleszczy, znaczeniem doliny Wisły dla migracji owadów na przykładzie wybranych grup chrząszczy, szlakami migracyjnymi ryjkowców.

## Pracownicy emerytowani
- prof. dr hab. Bogusław Bobek
- prof. dr hab. Maria Filek
- prof. dr hab. Wiesław Krzemiński
- prof. dr hab. Adam Łajczak
- prof. dr hab. Andrzej Skoczowski
- prof. dr hab. Roman Soja
- prof. dr hab. Maria Wędzony
- dr hab. Urszula Bielczyk
- dr hab. Mieczysław Mazur
- dr hab. inż. Wanda Wilczyńska-Michalik
- dr hab. Maria Zembala